# Microphysogobio jeoni
Microphysogobio jeoni är en fiskart som beskrevs av Kim och Yang, 1999. Microphysogobio jeoni ingår i släktet Microphysogobio och familjen karpfiskar. Inga underarter finns listade i Catalogue of Life.